# Rolf Lassgård
Rolf Holger Lassgård (født 29. marts 1955 i Östersund i Jämtland) er en svensk film-, tv- og teaterskuespiller. 

## Karriere
Lassgård er uddannet skuespiller fra Statens Scenskola i Malmö 1975-1978, hvorefter han blev ansat ved Skånska teatern i Landskrona, hvor han bl.a. fik stor succes i 1979-80 som Puk i En Skærsommernatsdrøm. I 1982 fulgte han instruktører Peter Oskarsson til Gävle. Den dag i dag bor han stadig i Gävle, men indspiller film og tv i både Stockholm og Trollhättan, og har i perioder arbejdet på forskellige teatre i Stockholm og Göteborg i både komedier, drama, og musicals som bl.a. Hairspray (hvor han spillede en kvinderolle). I 2014 spillede Lassgård Karl-Oskar i opsætningen af Vilhelm Mobergs Udvandrerne på Dramaten, over for Stina Ekblad som Kristina. Det var første gang, Lassgård spiller på nationalteatret. 
På film fik Rolf Lassgård fik sit store gennembrud i 1992 med filmen Min store tykke far og modtog bl.a. en Guldbagge (bedste mandlige skuespiller) for sin præstation.  Ligeledes fik han med sin rolle som den indadvendte politimand i filmen Jægerne fra 1996 stor opmærksomhed og ros. Igennem 1990'erne blev Lassgård især kendt for sin rolle som den uortodokse kriminalassistent Gunvald Larsson serien baseret på Sjöwall & Wahlöös Beck-romaner. I 1998 spillede Lassgård den kejtede og godmodige landmand Olof i Colin Nutleys film Under solen, hvilket blev starten på et samarbejde med Nutley i en række film. I 2000'erne spillede Lassgård i ni af Henning Mankells ti romaner om Wallander (Krister Henriksson spillede hovedrollen i den tiende, 2013) hovedrollen som den fraskilte, operaelskende kriminalkommissær Kurt Wallander, der – ikke altid inden for reglerne – forsøger at bekæmpe kriminaliteten i Skåne, samtidigt med han prøver at få styr på sit eget kaotiske privatliv. I Susanne Biers Efter brylluppet fra 2006 oplevedes Lassgård som den rige og tilsyneladende muntre Jørgen Hansson, der under overfladen har en dyster baggrund for alt, hvad han foretager sig.
Blandt Lassgårds personlige interesser er rockmusik og ishockey. En af ungdommens favoritter er Warren Zevon, som Lassgård lyttede flittigt til op til optagelserne af Efter brylluppet.  I ungdomsårene var Lassgård selv aktiv ishockeyspiller og er i dag bestyrelsesmedlem og passioneret tilhænger af Brynäs IF.     

## Filmografi

### Film
- En mand der hedder Ove (2015)
- Miraklet i Viskan (2014)
- Jægerne - tilbage til vildmarken (2011) – Erik Bäckström
- Så olika (2009) – Martin Larsson
- En rationel løsning (2009) – Erland Fjellgren
- Hannas valg (2009) – Jonas Dahlberg
- De gales hus (2008) – Freiner
- Angel (2008) – Rick
- Pyramiden (2007) – Kurt Wallander
- Jernets engle (2007) – Kurre
- Den man elsker (2007) – Alf
- Efter brylluppet (2006) – Jörgen Lennart Hansson
- Næste skridt (2005) – Kurt Wallander
- The Queen of Sheeba’s Pearls (2004) – Deafy
- Tre sole (2004) – Torben Barberare
- Cappriciosa (2003) – Henriks far
- Familiehemmeligheder (2001) – Bosse Bendricks
- Gossip (2000) – Magnus Wiktorsson
- Magnetisørens femte vinter (1999) – Dr. Selander
- Hvor regnbuen ender (1999) – Rajje, Raymond
- Under solen (1998) – Olof
- En frysen dröm (1997) –
- Den hvide løvinde (1996) – Kurt Wallander
- Sånt är livet (1996) – Olle Sundqvist
- Jægerne (1996) – Erik Bäckström
- Hundene i Riga (1997) – Kurt Wallander
- Petri tårer (1995) – Mayor
- Stockholm Marathon (1994) – Gunvald Larsson
- Politimorderen (1994) – Gunvald Larsson
- Manden på balkonen (1994) – Gunvald Larsson
- Sommermord (1994) – Backhammer, politimester
- Roseanna (1993) – Gunvald Larsson
- Polis polis potatismos (1993) – Gunvald Larsson
- Slangebøssen (1993) – Fange
- Brandbilen som forsvandt (1993) – Gunvald Larsson
- Min store tykke far (1991) – Fritz Algot ”Tjaffo” Nilsson
- Önskas (1991) – Bo Roine ”Bosse” Persson
- Limpan (1983) – Vinberg, Køkkenchef

### Tv-film og -serier
- Hændelser ved vand (2023) – Birger Torbjörnsson
- Frøken Frimands krig (2013) – Ruben
- Uferlos (2013) – Mikkel Nordergren
- Dag (2011-13) – Ernst
- En pilgrims død (2013) – Lars Martin Johansson
- Bella Block (2010) – Gunnar Andersson
- Kennedys Hjerne (2010) – Professor Hellström
- Den fordømte/Manden der ikke var morder (2010-13) – Sebastian Bergman
- Ellas Geheimnis (2009) – Jack Reed
- Brandvæg (2007) – Kurt Wallander
- Møbelhandlerens datter (2006) – Verner Tidman
- Manden som lo (2003) – Kurt Wallander
- Den femte kvinde (2003) – Kurt Wallander
- Vildspor (2003) – Kurt Wallander
- Kvinden i det låste værelse (1998) – Axel Hellner
- Potatishandlaren (1996) – Sture
- Mordere uden ansigt (1995) – Kurt Wallander
- Kejseren af Portugallien (1992) – Agrippa
- Blueprint (1992) – Adam Adler
- Sunes jul (1992) – Skovfogeden

### Tegnefilm
- Tarzan (1999) – Clayton (stemme)

### Kortfilm
- Kyrkkaffe (1989) – Cantorn

## Priser
- Carrousel internationall du Film de Rimouski i Canada, bedste skuespiller (2004) i Capricciosa
- Filmpublicisternes pris, Årets filmpar, (1997) for Jægerne
- Guldbagge, bedste skuespiller, (1993) for Min store tykke far
- Festivalpris i Rouen, bedste skuespiller, (1994) for Min store tykke far

## Teater
- Udvandrerne (2014) på Dramaten– Karl-Oskar [2]
- Hairspray (2009) på Chinateatern i Stockholm – Edna Turnblad [11]
- Brødrene Karamasov (2006) på Folkteatern i Gävleborg i Gävle og Stockholms stadsteater [12]
- Elling (2005) i Gävle– Kjell Bjarne [13]
- Sagan Om Orestes (2002) på Folkteatern i Gävleborg i Gävle
- Stormen (2002) på Stadsteatern i Göteborg – Prospero
- Chicago (2000) på Oscarsteatern i Stockholm – Billy Flynn
- Henrik IV (1997) på Folkteatern Gävleborg i Gävle - Falstaff
- Hesten og tranen (1995) på Orion i Stockholm
- Frøken Julie (1991)
- Hamlet (1988) i Gävle - Claudius
- Den Stora Vreden (1988) på Folkteatern Gävleborg i Gävle - Den grå jæger
- Tre søstre Skånska teatern i Landskrona
- En skærsommernatsdrøm (1979) i Landskrona - Puk
- La strada de l'amore Skånska teatern i Landskrona [14]

## Lydbøger (udvalg)
- Fotografens död (2012) af Henning Mankell
- Sprickan (2012) af Henning Mankell
- Mannen på stranden (2012) af Henning Mankell
- Hugget (2012) af Henning Mankell
- Pyramiden (2010) af Henning Mankell
- Klockan 10.31 på morgonen i Khao Lak (2007) af Pigge Werkelin og Lena Katarina Swanberg
- Den tredje hemligheten (2007) af Steve Berry
- Kommissarie Tax och konstkuppen (2007) af Elsie Petrén og Annie Huldén
- Ut och stjäla hästar (2007) af Per Pettersson
- Kommissarie Tax på spåret (2007) af Elsie Petrén og Annie Huldén
- Man med kapuschong (2007) af Peter Gissy

## Udmærkelser
Studieoptagelserne til omkring halvdelen af alle svenske film foregår i Trollhättan (”Trollywood”), og i byens hovedgade findes Walk of Fame, hvor fliser med stjerner hylder 17 af de mest kendte skuespillere, der har indspillet film her. Rolf Lassgård er her bl.a. i selskab med Mikael Persbrandt, Marie Richardson, Pernilla August, Stellan Skarsgård, Lauren Bacall og Nicole Kidman. 